# بول إرنست
بول إرنست (بالإنجليزية: Paul Ernest)‏ (مواليد 1944) هو أحد المساهمين في فلسفة البنائية الاجتماعية للالرياضيات. مصادر إرنست الفلسفية هي الأعمال الأخيرة ل لودفيج فيتجنشتاين وفلسفة التخطيئية لاكاتوس ايمري Imre Lakatos. تدعي هذه الفلسفة البنائية الاجتماعية أن كلا من النظريات والحقائق الرياضياتية، والكائنات من الرياضيات، هي منتجات ثقافية تم إنشاؤها من قبل البشر. وعلاوة على ذلك النظريات والحقائق الرياضيات تبقى دائما ممكن إصلاحها، مراجعتها، هي غير مسلم بصحتها في الواقع - من حيث المبدأ على الأقل. هذا لا يعني أن المعرفة الرياضية معيب أو في خطر. ومع ذلك، لا يمكن البرهنة على أن المعرفة الرياضية صحيحة دوما، فهي تبع الإيمان، مع أن ضمانات المعرفة الرياضية هي أقوى ضمانات متاحة للبشرية بين كل الادعاءات المعرفية.
يوضح إرنست هذا الموقف في بحثه مسألة ما إذا كان تم اكتشاف الرياضيات أم أنها اخترعت.
تعرض إرنست للبنائية الاجتماعية في ما قدمه عام 1998، على الرغم من أن قدمها في إصدار سابق في المرجع 1991. إصدار إرنست للبنائية الاجتماعية أمر مثير للجدل، وأدى إلى انتقادات شديدة. الانتقادات الرئيسية هي أن النظريات الرياضية هي الحقائق والحقائق تتميز بطبيعتها التي لا تحتمل الخطأ.
يربط ارنست في مساهمته حول البنائية الاجتماعية عوالم الرياضيات البحثية والرياضيات التي تقدم في المدارس والكليات ويتحقق هذا الارتباط على الرغم من أن دور الخبراء الذين هم كمدرسين يوصلون المعرفة الرياضية للمتعلمين وتضمن معرفتهم الشخصية عن طريق الاختبار والتقييم. يتقن الباحثون خلق معرفة رياضية جديدة على حد سواء مع تبرير منتجات الآخرين. من خلال هذا الربط يتم تطوير المعرفة الشخصية للخبراء ويبرر نفسه. كلا صريح تمثيل المعرفة الرياضية والمعرفة الرياضية الشخصية يعمم بين العالمين للتعليم والبحوث، التي ليست أنفسهم متصلتين بالكامل.
دورة المعرفة الشخصية تنشط كلا من التعليم والبحوث. الا نتقادات من هذا المضمار أنما تكون حول فيما ذا كانت المعرفة الاجتماعية هي بنائية اجتماعية وهي مقبولة فقط للتوافق عليها على أساس اتفاق المجموعة. ومع ذلك إرنست يجادل بأن الاتصالات المعرفة الرياضية، نشأتها وضماناتها تاخذ ودورا في المجتمعات التاريخية التي تحترم تقاليد ممارسات الرياضيات المتضمنة وذات المعايير الضمينية الجزئية لتقبل. وتشمل هذه القواعد نماذج مقبولة للعرض، والاستنتاج، والاتساق. ورغم أنها مرتبطة تاريخيا إلا أنها هي أبدا التعسفي وبشكل عام المحافظة على المفاهيم الرياضية والنظريات وقواعد القبول. وعلاوة على ذلك، فإن العناصر الديمقراطية والعقلانية والحرجة من التفكير الرياضي والمجتمعات الرياضية يعني أن يتم القضاء على الأخطاء. A انتقاد هذا الموقف هو أنه يخلط بين المؤسسة الاجتماعية الرياضيات مع المعرفة mathemtical الهدف.
ولد بول إرنست في مدينة نيويورك، نيويورك في عام 1944 لأبوين جون إرنست والنا إرنست (Adlerbert نى) ومع ذلك فقد عاش وعمل في المملكة المتحدة منذ الطفولة، وبصرف النظر عن سنتين من التدريس في جامعة جزر الهند الغربية، جامايكا (1982-1984). وهو حاليا أستاذ متفرغ من فلسفة تعليم الرياضيات في جامعة إكستر، المملكة المتحدة.رغم أنه طالب رياضيات وفلسفة وصل إلى درجة الدكتوراه إلا أنه أصبح مهتما في القضايا التربوية من خلال تدريس الرياضيات المدرسية في لندن خلال 1970s. اهتماماته البحثية الرئيسية تتعلق الأسئلة الأساسية حول طبيعة الرياضيات ومدى ارتباطه التعليم والتعلم والمجتمع. وهو يعمل حاليا على نظرية السيميائي للرياضيات والتعليم. ومن المعروف انه لعمله على الجوانب الفلسفية للتعليم الرياضيات وإسهاماته في تطوير الفلسفة البنائية الاجتماعية الرياضيات.

## وصلات خارجية
يمكن الاطلاع على تفاصيل منشورات بول إرنست ومجلة على شبكة الإنترنتمجلة فلسفة تعليم الرياضيات  على صفحته الرئيسية.
- http://www.people.ex.ac.uk/PErnest/
- بول إرنست في شجرة علماء الرياضيات

انظر صفحة بول إرنست في الأمازون.
- http://www.amazon.co.uk/Paul-Ernest/e/B001K8D5B2/ref=ntt_dp_epwbk_0